# Forum der Völker

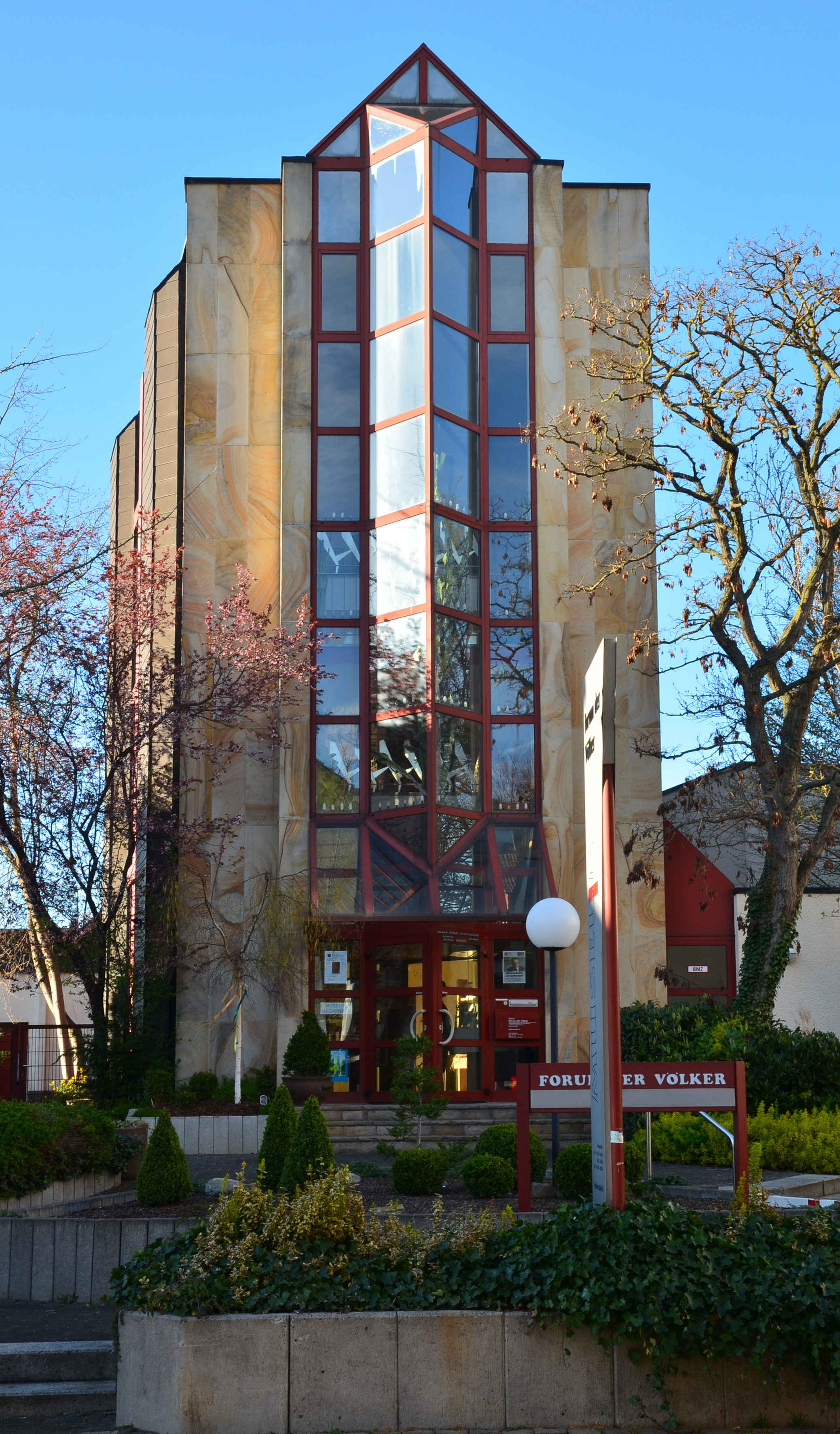
Forum der Völker, Missionsmuseum

Das Forum der Völker in Werl ist das größte völkerkundliche Museum in Westfalen und aufgrund der Sammlung eines der bedeutendsten Völkerkundemuseen in Deutschland.
Das Haus ist ein ehemaliges Missionsmuseum. Es wurde bis zur Klosterschließung 2019 von den Franziskanern des Werler Klosters unterhalten. Etwa 11.000 Exponate, deren Grundbestand im Rahmen der Missionstätigkeit des Ordens gesammelt wurden (ein weiterer Teil des Bestandes stammt aus Erbschaften und Zukäufen), werden ausgestellt. Das Museum wurde am 1. Mai 1962 eröffnet, ab 1987 renoviert und thematisch neu geordnet; mehrfach wurde es erweitert.

## Museum in Dorsten
Der Grundstock der Sammlung war der Bestand des ehemaligen Franziskanerklosters in Dorsten, das zwischen 1909 und 1913 im alten Flügel des Klosters in Dorsten eingerichtet wurde. Ausgestellt waren hier hauptsächlich aus den Bereichen Orient, Ostasien und Amerika Gegenstände des alltäglichen Gebrauchs, sowie Ritualgegenstände. Die Absicht war, Einblick in die Missionstätigkeit zu geben. In der Abteilung Orient war eine Sammlung ägyptischer Kleinkunst zu sehen. Diese war durch einen Dr. Hebentanz geprüft worden. Etwas später wurde der Bestand um die Privatsammlung des Herrn Hebentanz erweitert. Durch den Assyriologen Pater Anastasius Schollmeyer erhielt das Haus in den zwanziger Jahren babylonische Keilschriften. Eine chinesische Münzsammlung fand in Fachkreisen größere Beachtung. Richard Schlösser veröffentlichte 1935 eine wissenschaftliche Arbeit darüber. In der Amerikasammlung befanden sich hauptsächlich Ethnografica eines exotischen nordbrasilianischen Indianerstammes. Das Museum wurde im Zweiten Weltkrieg bei einem Bombenangriff zerstört. Die Gegenstände wurden ausgelagert.

## Museum in Werl
Immer wieder wurden die bis 1909 zurückreichenden Bestände aufgestockt. Zur Eröffnung 1962 wurde eine ägyptische Mumie aus dem Kolleg St. Ludwig in Vlodrop geholt. Diese Mumie wurde 1913 von einem Missionar für 300 Goldmark in Kairo gekauft. 1963 wurde die Sammlung Ethnographica des nordbrasilianischen Indianerstammes der Tiriyo erweitert. Eine völkerkundliche Sammlung aus Neuguinea kam 1965 hinzu, 1983 wurde eine Kollektion aus Tibet und Südostasien beigefügt. Weitere Ankäufe und Schenkungen von privaten Sammlern folgten, so dass die Bestände des Museums auf etwa 14.000 Objekte anwuchsen. Nach dem Umbau 1987/1988 wurde das Museum um einen dreistöckigen Anbau erweitert. Treibende Kraft war vor allem Pater Reinhard Kellerhoff.
Heute besteht das Forum der Völker aus den Räumlichkeiten im Rundgang im Haupthaus, dem dreistöckigen Anbau, einem Veranstaltungssaal (Forum) sowie dem Foyer, in dem wechselnde Sonderausstellungen stattfinden. Durch die Aufgabe des Klosters Werl durch die Franziskaner im Jahr 2019 stand auch der Verbleib des Völkerkundemuseums in der jetzigen Form in Frage. Im März 2019 teilte die Deutsche Franziskanerprovinz mit, dass die Zukunft des Museums gesichert sei. Ein Zusammenschluss aus regionalen und überregionalen Partnern solle den Erhalt der Sammlung sichern. Eine etwa einjährige Übergangsphase solle der Entwicklung eines Standort- und Museumskonzepts und zur Gründung einer neuen Stiftung dienen. Das Forum der Völker ist derzeit geschlossen.

## Abteilungen des Museums

### China
Dies ist die zahlenmäßig umfangreichste Abteilung des Hauses. Einmalig durch ihren Umfang in Europa ist die große chinesische Münzsammlung: Über 3000 frühe Zahlungsmittel vom 5. vorchristlichen Jahrhundert bis zur letzten Dynastie der Ch'ing (1644 bis 1911) werden hier gezeigt. Hauptsächlich sind es Spaten-, Schlüssel-, Messer- und Rundmünzen, die überwiegend aus Bronze gegossen wurden. Amulette für unterschiedliche Wünsche ergänzen die Präsentation. Etliche Ahnenschreine, Opfergeräte für die Ahnenverehrung, taoistische und buddhistische Statuen sind Beleg für die verschiedenen chinesischen Glaubensrichtungen.
Cloisonné- und Porzellangefäße des 19. Jahrhunderts sind in höchster handwerklicher Fertigkeit hergestellt. Ebenso wird chinesisches Kunsthandwerk durch mit Halbedelsteinen eingelegten Lackwaren, Elfenbeinschnitzwerk und Seidenstickereien ausgestellt.
Auf einen Wandschirm ist ein Seidenrelief mit dem Thema das Paradies der Unsterblichen der Königinmutter des Westens gearbeitet.
In Modellen wird die Bauweise von Tempeln und Pagoden demonstriert.

### Mesopotamien
Die älteste bekannte Schrift der Menschheit ist die sumerische Keilschrift. Aus der III. Dynastie von Ur werden 171 Keilschriften gezeigt. Gefunden wurden diese Schriften am Unterlauf des Euphrat.

### Brasilien
Hier werden Tradition und Kulturwandel im Amazonasgebiet durch Schmuck und Spielzeug verschiedener indigener Ethnien aus dem Regenwald dokumentiert. Das Leben zwischen eigener kultureller Bestimmung und Anpassung an das moderne Leben wird durch Gegenstände des täglichen Gebrauchs wie zum Beispiel Körbe, Hocker und Jagdwaffen erläutert.
Ein Wohnhaus dokumentiert das Leben der armen Landbevölkerung im Nordosten, der Nachbau einer Favela, einer städtischen Armensiedlung, versetzt den Besucher in die Situation der Bewohner.

### Palästina und Israel
Bei Ausgrabungen in Ain Schems wurden Grabbeigaben wie hauchdünne Glasphiolen, Kleinplastiken aus Terrakotta sowie israelitische Öllampen gefunden. Diese Stücke wurden Anfang des 20. Jahrhunderts angekauft und werden nun in diesem Sammlungsbereich ausgestellt.

### Ägypten

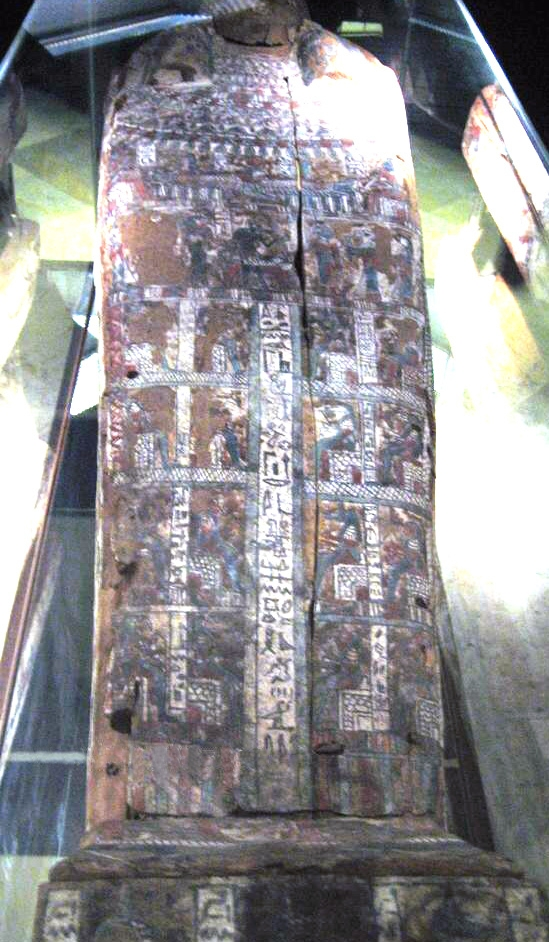
Sarkophag der weiblichen Mumie

Seelendarstellungen, geflügelte Skarabäen und Götterfiguren zeugen vom Auferstehungsglauben der Ägypter. Mit Schutzamuletten, Dank- und Bittstelen wird Gebrauchskunst vorgestellt. Ein Bild des Sonnengottes Re rundet die Sammlung ab, deren Höhepunkt die Mumie ist.

### Afrika
In zwei Abteilungen (West- und Zentralafrika und Ostafrika) informieren originale Exponate, Fotos und Schautafeln über Kulturen, Wirtschaftsformen und Landschaften. Verschiedene Ethnien und ihre traditionellen Lebens- und Glaubenszusammenhänge z. B. der Senufo, Dogon, Aschanti, Massai werden vorgestellt. Eine vielfältige Maskensammlung, die Kunst des antiken Königreichs Benin, die Funktion von Musikinstrumenten und Figuren werden genauso thematisiert wie Magie, Rituale und Ahnenkult. Gesundheit, Wohlergehen und Ernteglück sind meist Ziel der kultischen Praxen. Von den Massai werden Ebenholzschnitzereien vorgestellt sowie das Alltagsleben ostafrikanischer Steppenvölker in einer begehbaren Behausung. Höhepunkt der Ausstellung sind der Goldschmuck der Aschanti, die umfangreiche Maskensammlung sowie die hochwertige Makondeschnitzkunst.

### Südostasien
Hinduistische Bildwerke aus dem ewigen Kreislauf des Dharma und dem ewigen Zyklus Samsara werden hier ausgestellt.

### Papua-Neuguinea
Die Kulturen der verschiedenen Völker werden ausschnitthaft vorgestellt. Die Abelam stehen mit dem Giebel eines farbenprächtig bemalten Hauses im Mittelpunkt der Präsentation. Masken und mit Erdfarben bemalte Skulpturen weisen den Weg in die Welt der Geisterwesen und Rituale.
Die Medi, ein Hochlandvolk, sind mit figurenverzierten Aufhängehaken aus dem Flusstal des Sepikgebietes dokumentiert. Körperschmuck mit Federn, Tierzähnen und Muscheln werden ausgestellt.
Ein Ahnenpfahl, Trommeln, geschnitzte Kampfschilde und Speere werden vom ehemaligen Kopfjägervolk der Asmat gezeigt.
Durch Fotografien ist der seit über einem halben Jahrhundert schnell fortschreitende Kulturwandel belegt.

### Tibet
Gebrauchsgegenstände und Kultgeräte werden hier gezeigt. Wallfahrtsgeräte und Reiseutensilien, Hängebilder und buddhistische Bronzen sind Beleg für die Heiligenverehrung und die einheimische Tradition.

### Krippen
In einer jährlichen Sonderausstellung um die Weihnachtszeit werden Krippen aus 60 Ländern gezeigt. Das Museum besitzt einen eigenen Bestand von über 600 Weihnachtskrippen. Die Geburt Jesu wird in landestypischen Formen und Farben dargestellt. Bei einer afrikanischen Krippe z. B. sind nicht Ochs und Esel, sondern Zebra und Giraffe zu sehen. Die Figuren tragen landestypische Trachten.